# Peter Nilsson (företagsledare)
Peter Lennart Nilsson, född 1966 i Raus församling, är sedan 2005 verkställande direktör och koncernchef för Trelleborg AB. Han har tidigare varit affärsområdeschef och affärsenhetschef inom bolaget. Efter att han arbetat som organisationskonsult på BSI i Lund anställdes han på Trelleborg 1995.
Peter Nilsson är bland annat styrelsemedlem i Beijer Alma, Trioplast Industrier AB och Sydsvenska Industri & Handelskammaren. Han har en civilingenjörsutbildning från Linköpings universitet. 
Peter Nilsson var tidigare elithandbollsspelare.
Han är son till företagsledaren Lennart Nilsson.